# Ирсон
Ирсон (фр. Hirson) — коммуна на севере Франции, регион О-де-Франс, департамент Эна, округ Вервен, центр одноименного кантона. Расположена в 54 км к северо-востоку от Лана и в 52 км к востоку от Шарлевиль-Мезьера, в 9 км от границы с Бельгией и в 15 км от национальной автомагистрали N2, в месте слияния рек Уаза и Глан. В центре коммуны находится железнодорожная станция Ирсон, соединительный узел линий Ла-Плен–Ирсон и Лилль-Ирсон.
Население (2018) — 8 800 человек.

## Достопримечательности
- Замок, в настоящее время — музей Альфреда Демасюра, архитектора, уроженца города
- Церковь Нотр-Дам-де-Лурд начала XX века
- Церковь Святой Терезы и младенца Иисуса начала XX века в стиле арт-деко

## Экономика
Структура занятости населения:
- сельское хозяйство — 1,0 %
- промышленность — 13,0 %
- строительство — 0,9 %
- торговля, транспорт и сфера услуг — 38,5 %
- государственные и муниципальные службы — 46,5 %

Уровень безработицы (2017) — 30,5 % (Франция в целом — 13,4 %, департамент Эна — 17,8 %). 

Среднегодовой доход на 1 человека, евро (2018) — 15 740 (Франция в целом — 21 730, департамент Эна — 19 690).

## Администрация
Пост мэра Ирсона с 1995 года занимает член Социалистической партии Жан-Жак Тома (Jean-Jacques Thomas). На муниципальных выборах 2020 года возглавляемый им левый список победил в 1-м туре, получив 56,92 % голосов.
| Период | Период | Фамилия      | Партия                             | Примечания                                      |
| ------ | ------ | ------------ | ---------------------------------- | ----------------------------------------------- |
| 1971   | 1983   | Раймон Маудо | Коммунистическая партия            | работник социального обеспечения                |
| 1983   | 1995   | Жорж Лапери  | Объединение в поддержку Республики |                                                 |
| 1995   |        | Жан-Жак Тома | Социалистическая партия            | вице-президент Генерального совета департамента |

## Демография
Динамика численности населения, чел.

## Города-побратимы
- Марсинель, Бельгия
- Шрамберг, Германия
- Кёнигзее, Германия

## Галерея

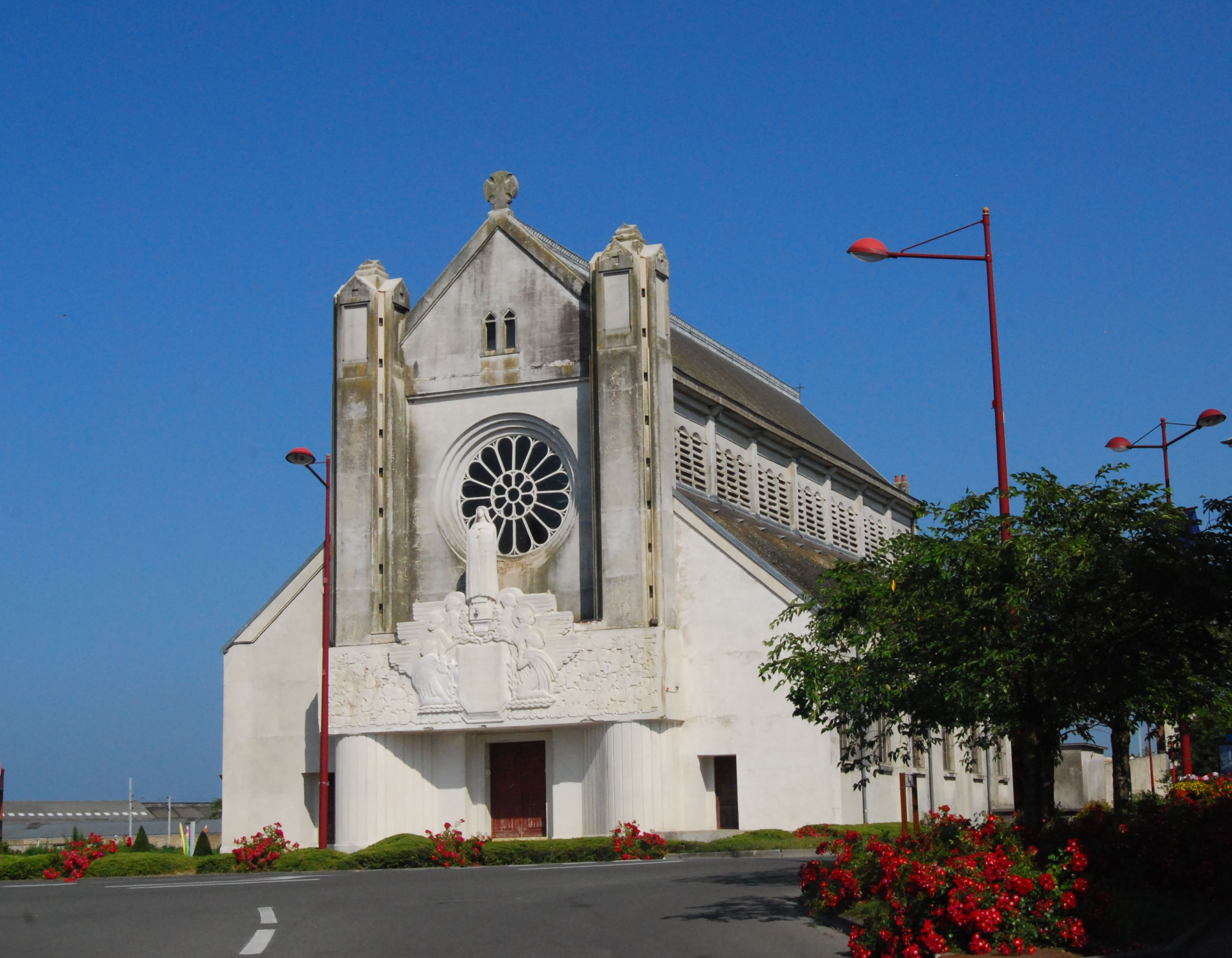
Церковь Святой Терезы
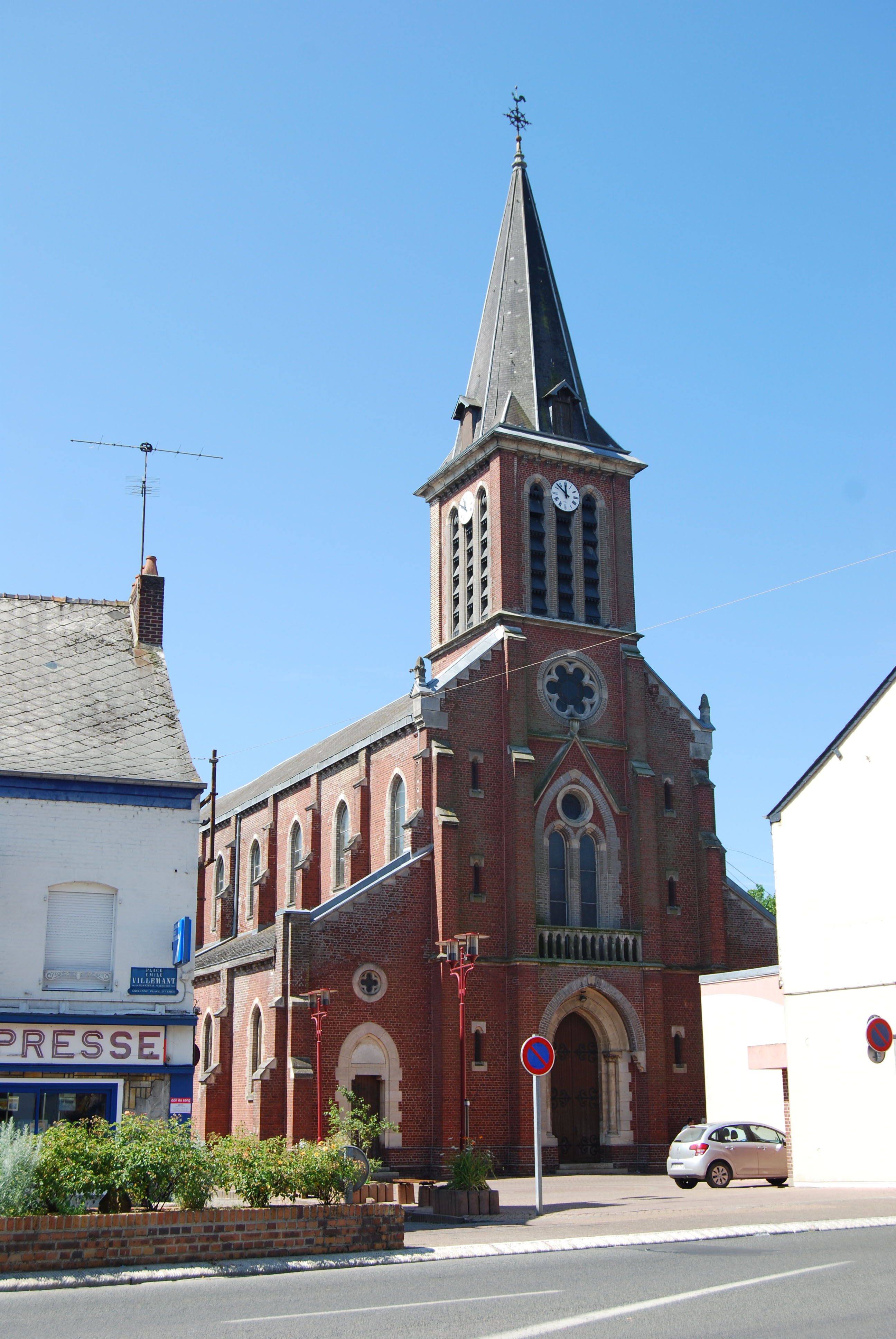
Церковь Нотр-Дам
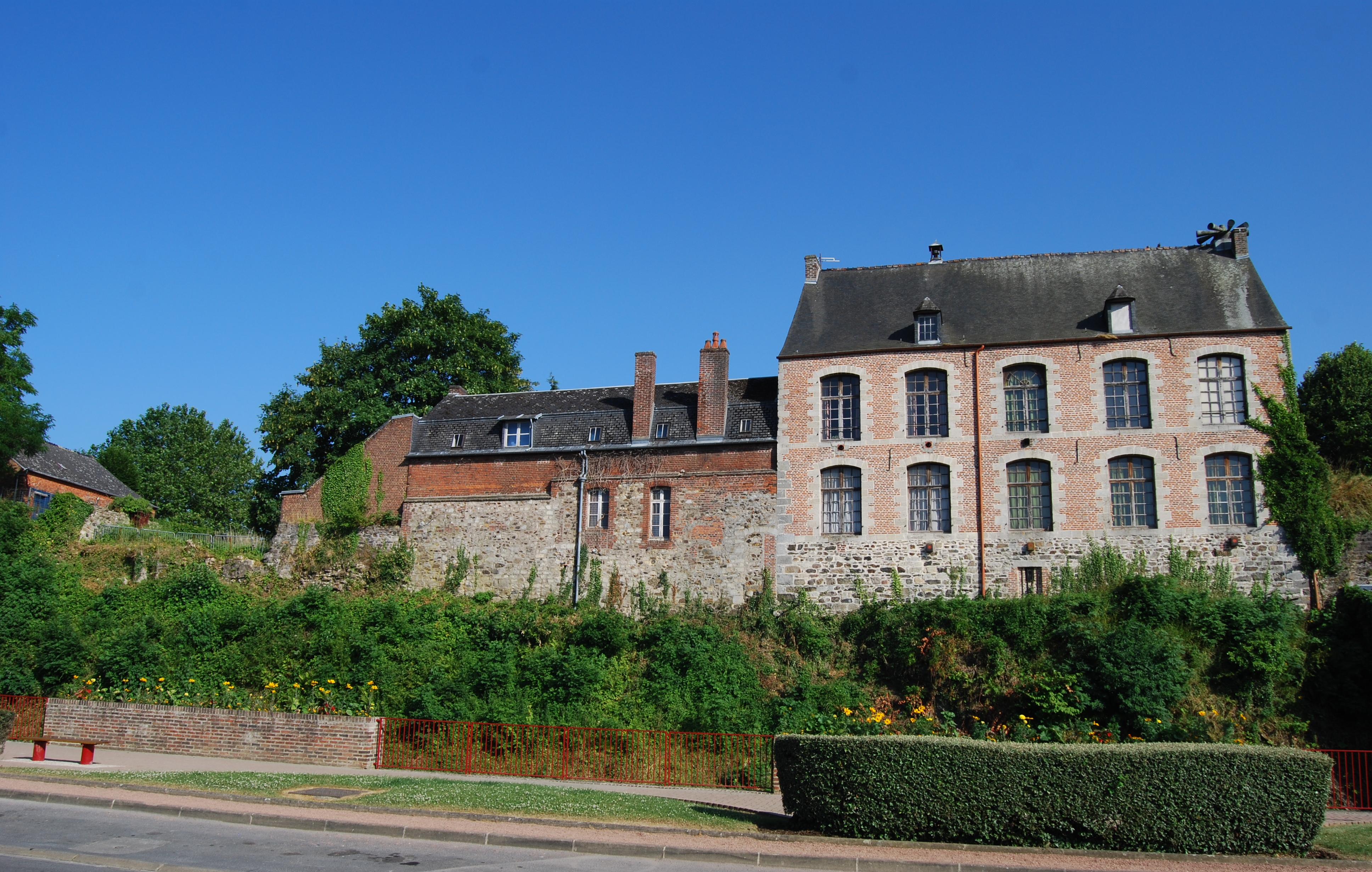
Замок Ирсона
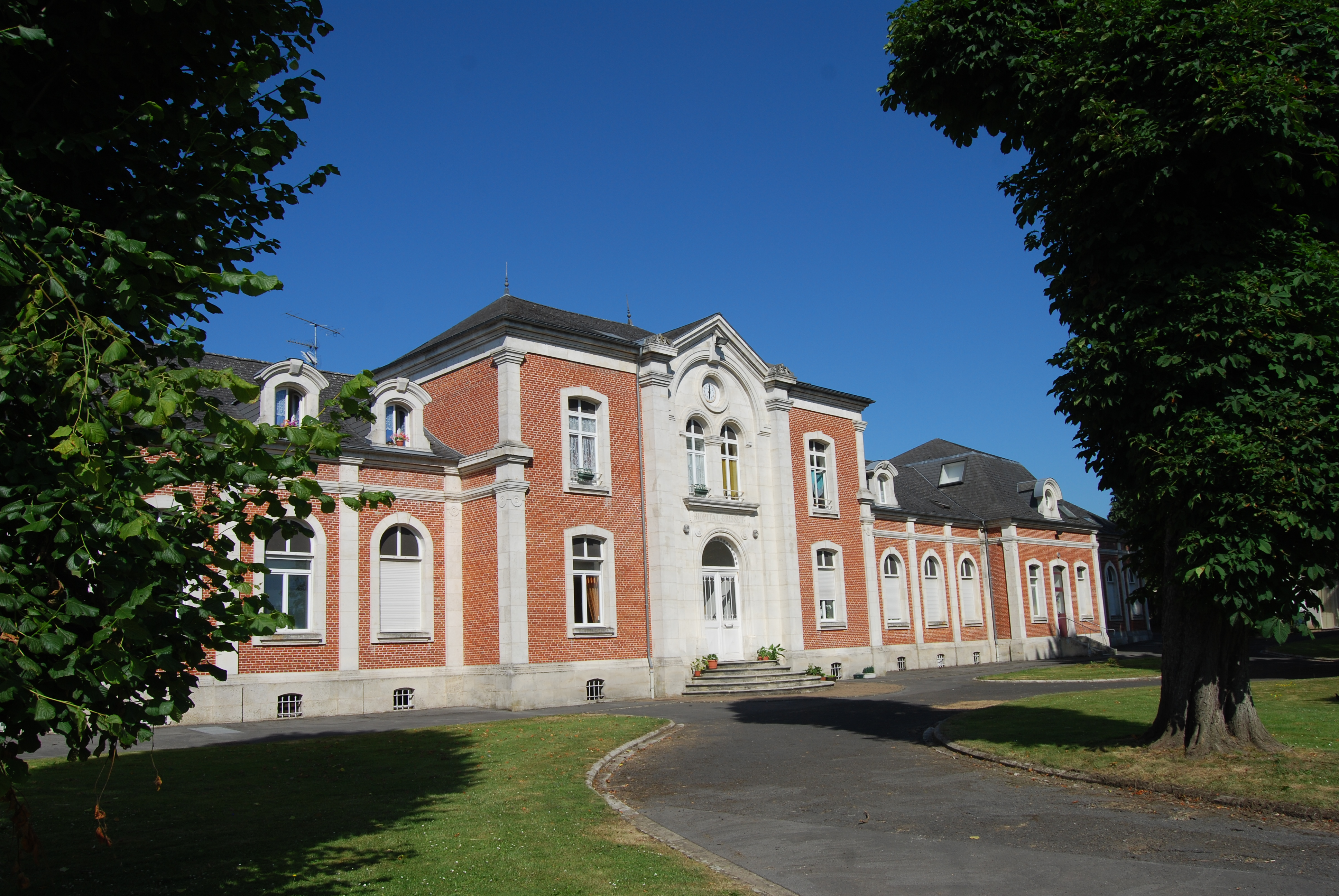
Госпиталь Бриссе
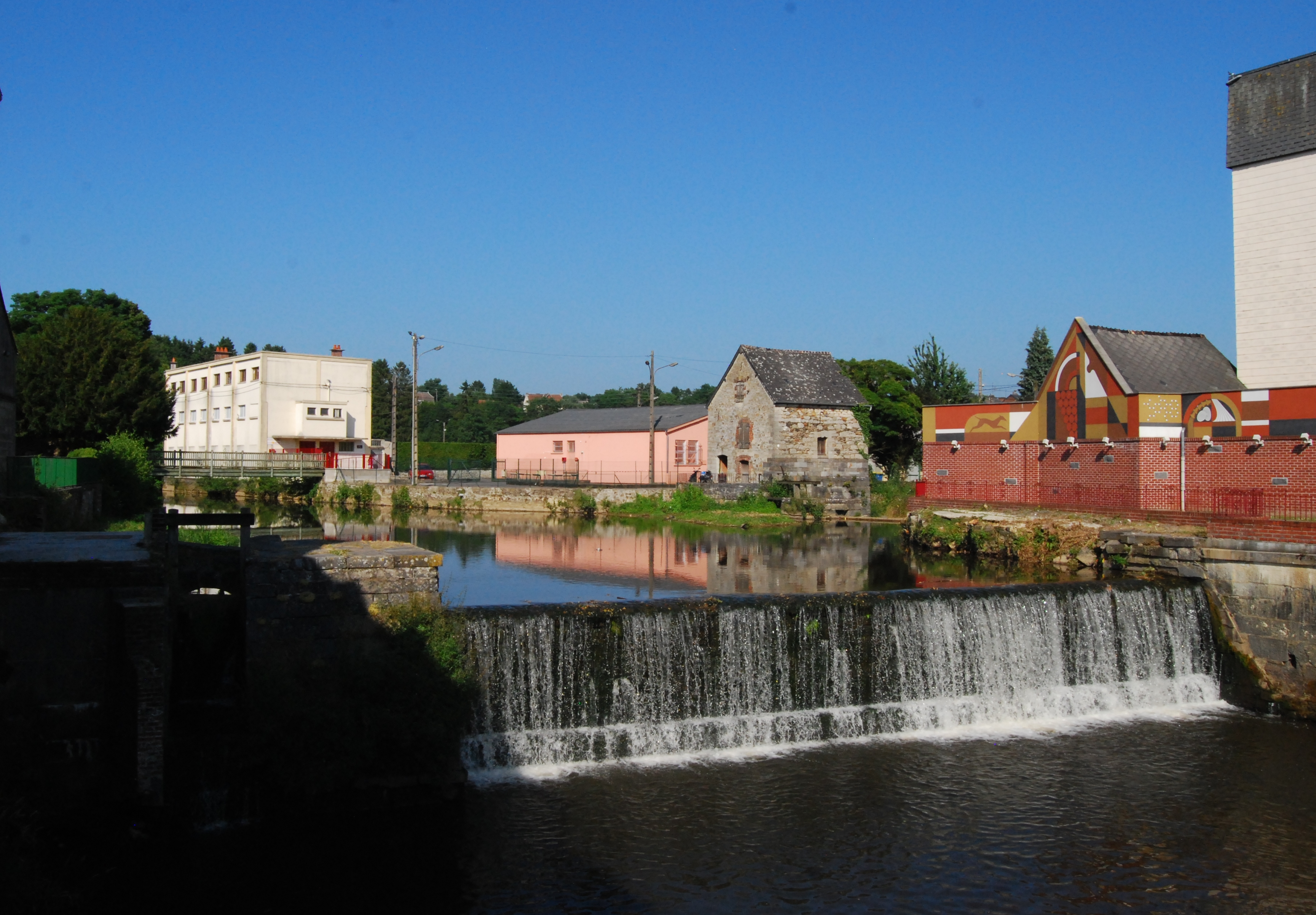
Плотина на Глане
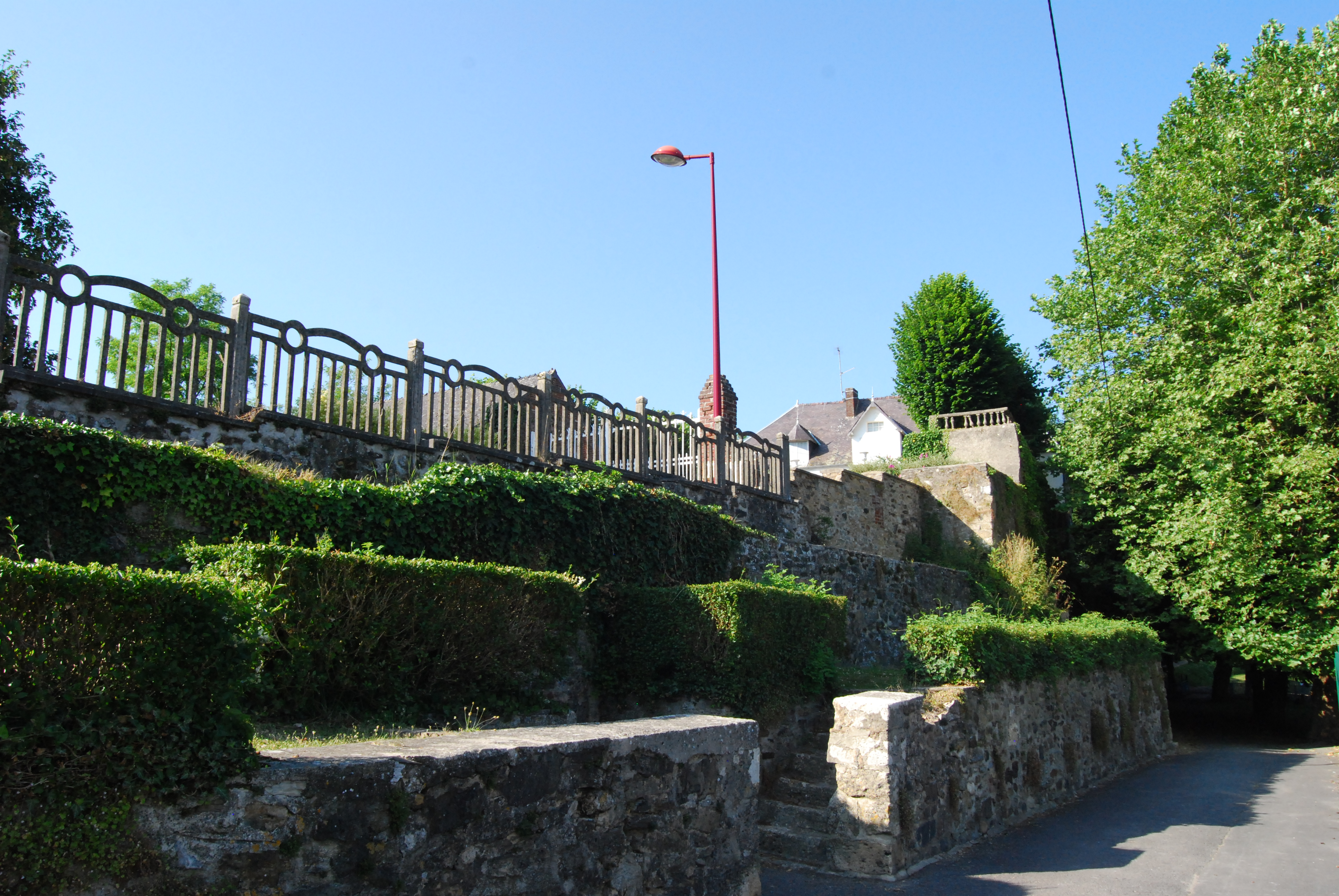
Фрагмент старого города

1. 1 2  база данных о французских коммунах — Национальный географический институт Франции, 2015.